# Marion Chabassol
Marion Chabassol est une actrice française, née le 18 juin 1992.
Elle est connue pour avoir interprété le rôle de Charlotte dans le film LOL.

## Filmographie
- 2009 : LOL, de Lisa Azuelos : Charlotte
- 2011 : J'aime regarder les filles, de Frédéric Louf : Sophie